# Rolf Köhne
Rolf Köhne (* 21. November 1951 in Hannover; † 1. April 2016 ebenda) war ein deutscher Politiker (PDS; später Die Linke).
Nach seinem Abitur studierte Köhne Elektrotechnik an der Universität Hannover. Er war Geschäftsführer der Firma KRW-Steuerungstechnik GmbH und leitete dort ein Ingenieurbüro für technische Software. Er war außerdem Mitglied der IG Metall.
1990 war Köhne Gründungsmitglied der PDS Niedersachsen, wo er 1991 Landesschatzmeister wurde. Von 1994 bis 1998 saß er zudem im Deutschen Bundestag.